# FreedomBox
FreedomBox – system operacyjny oparty na Debianie z pakietem oprogramowania, które ma zapewnić wolność i prywatność. Połączenia z FreedomBoxów są domyślnie szyfrowane za pomocą połączenia TOR. FreedomBoxy potrafią się komunikować ze sobą. Dzięki nim każdy będzie mógł postawić prywatny serwer e-maila, hostowania plików i usług streamingu plików.
Założyciel projektu Eben Moglen sądzi, że w przyszłości nawet zmywarki staną się FreedomBoxami. W styczniu 2015 roku wydano wersję 0.3 systemu.